# Grande Carro

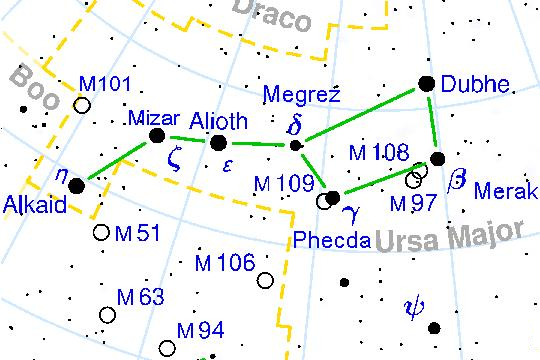
Mapa do Carro, parte da constelação Ursa Maior.

Bandeira do Alasca, mostrando as sete estrelas do Carro da Ursa Maior.

O Grande Carro, também chamada de Caçarola ou Carro de David, é um asterismo de sete estrelas que foram reconhecidas como um grupo distinto em várias culturas. As estrelas são as sete mais brilhantes da constelação Ursa Maior.